# タチフウロ
タチフウロ（立風露、学名: Geranium krameri）は、フウロソウ科フウロソウ属の多年草。

## 特徴
茎は高さ60-80cmになり、直立して分枝する。茎や葉柄に開出するか下向きの粗い毛が生える。根出葉は花期にも少数が残存し、葉柄は長く30cmになる。茎葉は対生、ときに互生し、葉身は腎形から円形で、掌状に5-7中裂または深裂し、裂片は菱形から長楕円形で、さらに1-2回3出状に細かく切れ込み、先端はとがる。葉の表面と裏面の葉脈上に長毛が生え、葉柄は長さ15cmになる。托葉はやや草質となり、褐色、狭三角形で長さ4mmになり、2個が基部で離生する。	
花期は7-9月。花は淡紅紫色で径2.5-3cm、茎先または枝先に2個ずつつき、花序柄と花柄に開出毛か下向きの毛が密生する。萼片は5個あり、縦に3-5脈があり、先端は芒状にとがり、外面の脈上に伏毛が生える。花弁は5個あり、やや平らに開き、淡紅紫色に濃紅色の脈が目立ち、花弁基部には白毛が密生する。雄蕊は10個、雌蕊は1個で長さ約8mm、花柱合生部の先端の花柱分枝は長さ5-6mm。花が終わると花柄はやや下向きに下がり、細長い蒴果を上向きにつけ、細毛が生える。染色体数は2n=28。

## 分布と生育環境
日本では、本州の東北地方南部から中部地方、四国、九州に分布し、山地の草地や林縁に生育する。世界では、朝鮮半島、中国大陸東北部、ロシア沿海地方に分布する。

## 名前の由来
和名タチフウロは、「立風露」の意で、茎が直立することによる。「タチフウロ」は古くからある名前で、1856年（安政3年）に出版された飯沼慾斎の『草木図説』前編20巻中第12巻に記載されており、「タチフウロノ名アレ𪜈（トモ）．全草直立スルニアラズ．他種ニ比スレバ茎長大ニ𬼀（シテ）ソノ擡起一二尺ニ及ブ」とある。
種小名（種形容語）krameri は、日本の植物を採集したベルギーの園芸家であるクラメルへの献名。

## 種の保全状況評価
国（環境省）のレッドデータブック、レッドリストの選定はない。

都道府県のレッドデータ、レッドリストの選定状況は次の通り。
| - 青森県-重要希少野生生物（Bランク） - 山形県-絶滅(EX) - 福島県-絶滅危惧IB類(EN) | - 茨城県-絶滅危惧II類 - 千葉県-一般保護生物(D) - 東京都-絶滅(EX) | - 神奈川県-絶滅危惧IB類(EN) - 石川県-準絶滅危惧(NT) - 奈良県-準絶寸前種 | - 熊本県-準絶滅危惧(NT) - 大分県-絶滅危惧IB類(EN) |

## 利用
本種と、同属のイチゲフウロ Geranium sibiricum、コフウロ G. tripartitum、イヨフウロ G. shikokianum などは、日本の代表的な民間薬の一つであり、古くから下痢止めとして煎じて飲まれている同属のゲンノショウコ 「現の証拠」 G. thunbergii 同様の目的で使用される。

## ギャラリー

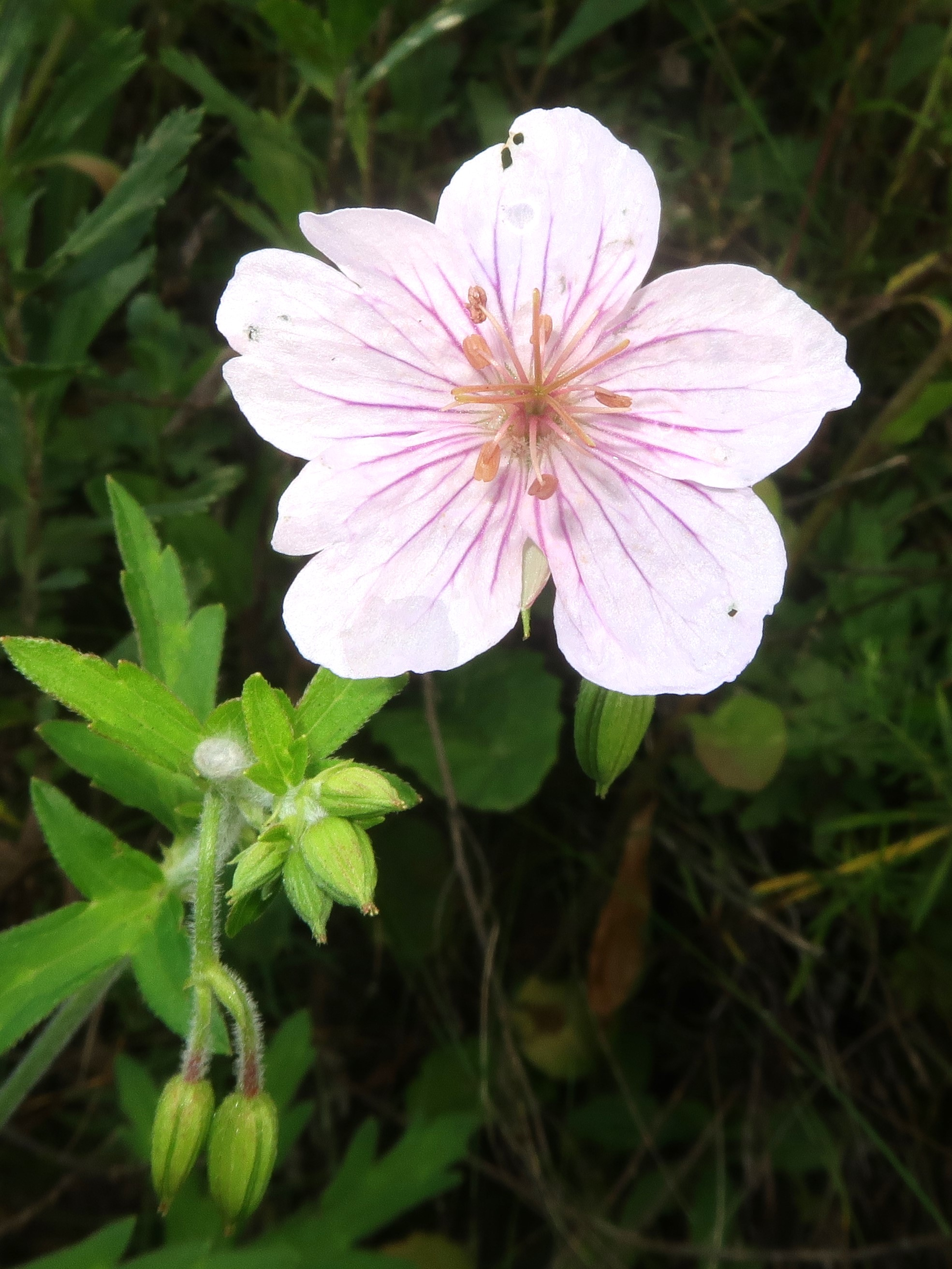
花弁は5個あり、やや平らに開き、淡紅紫色に濃紅色の脈が目立ち、花弁基部には白毛が密生する。
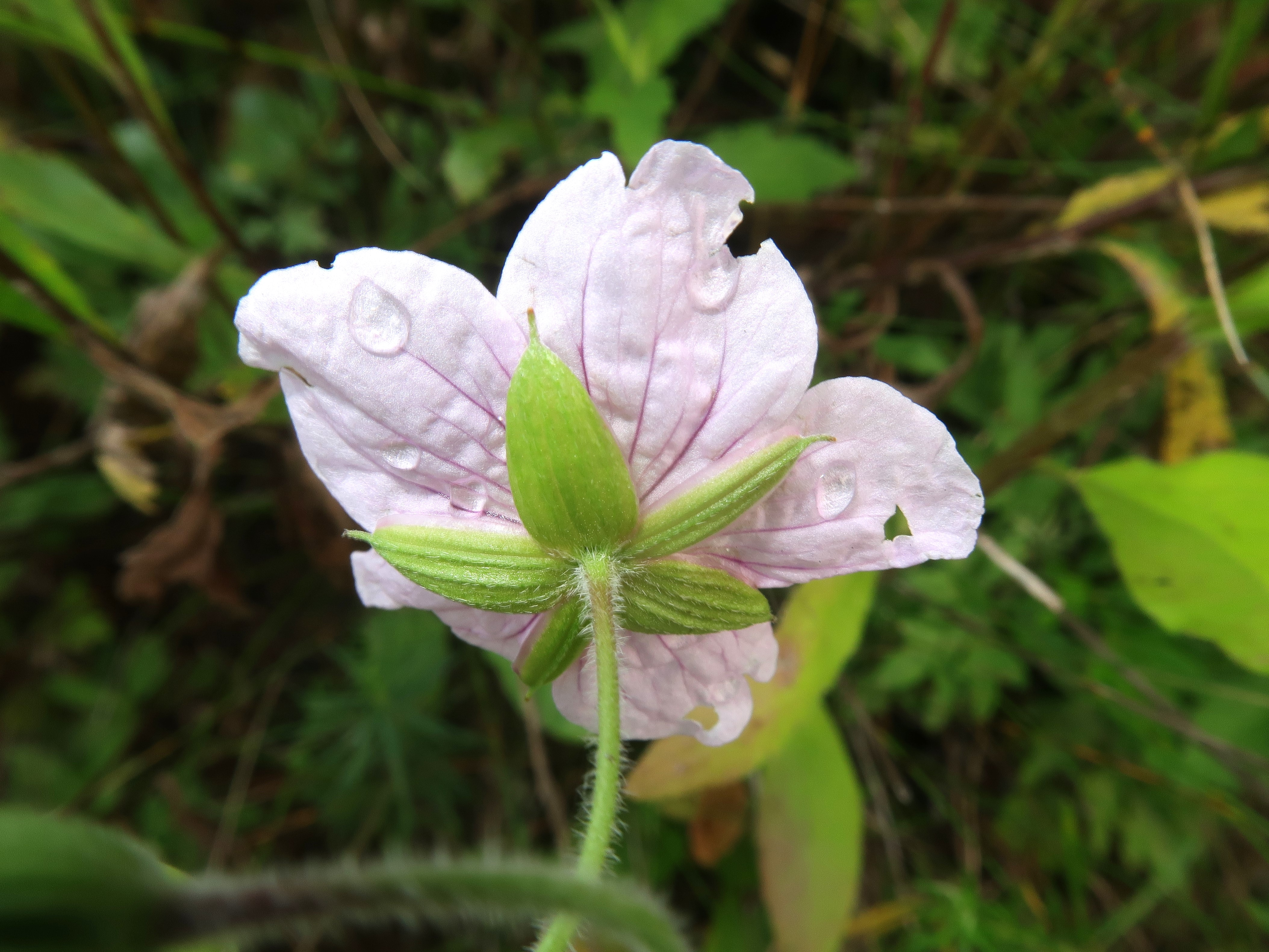
花柄に開出毛か下向きの毛が密生する。萼片は5個あり、縦に3-5脈があり、先端は芒状にとがり、外面の脈上に伏毛が生える。
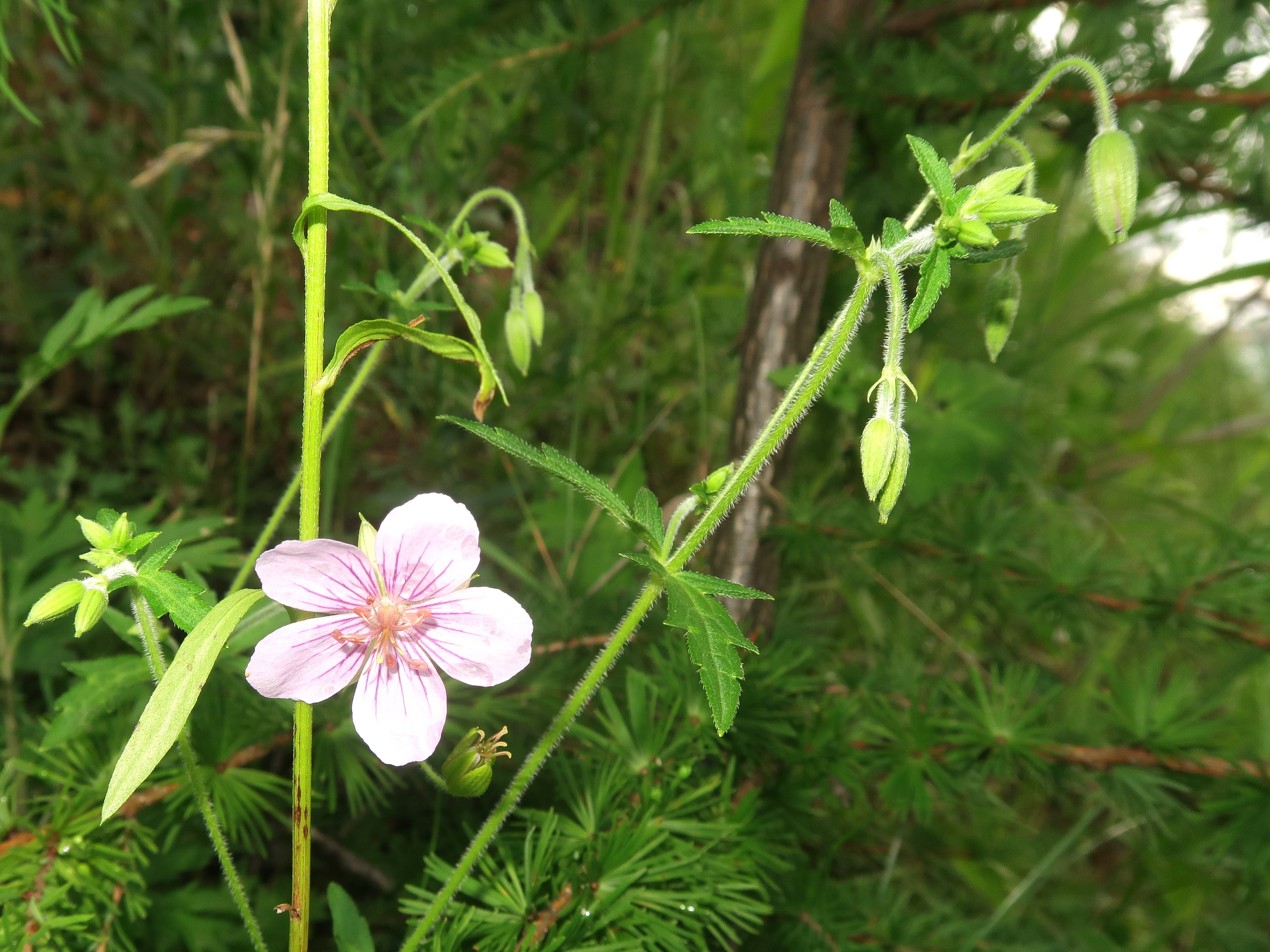
茎に開出するか下向きの粗い毛が生える。左の直立する茎は別植物のもの。
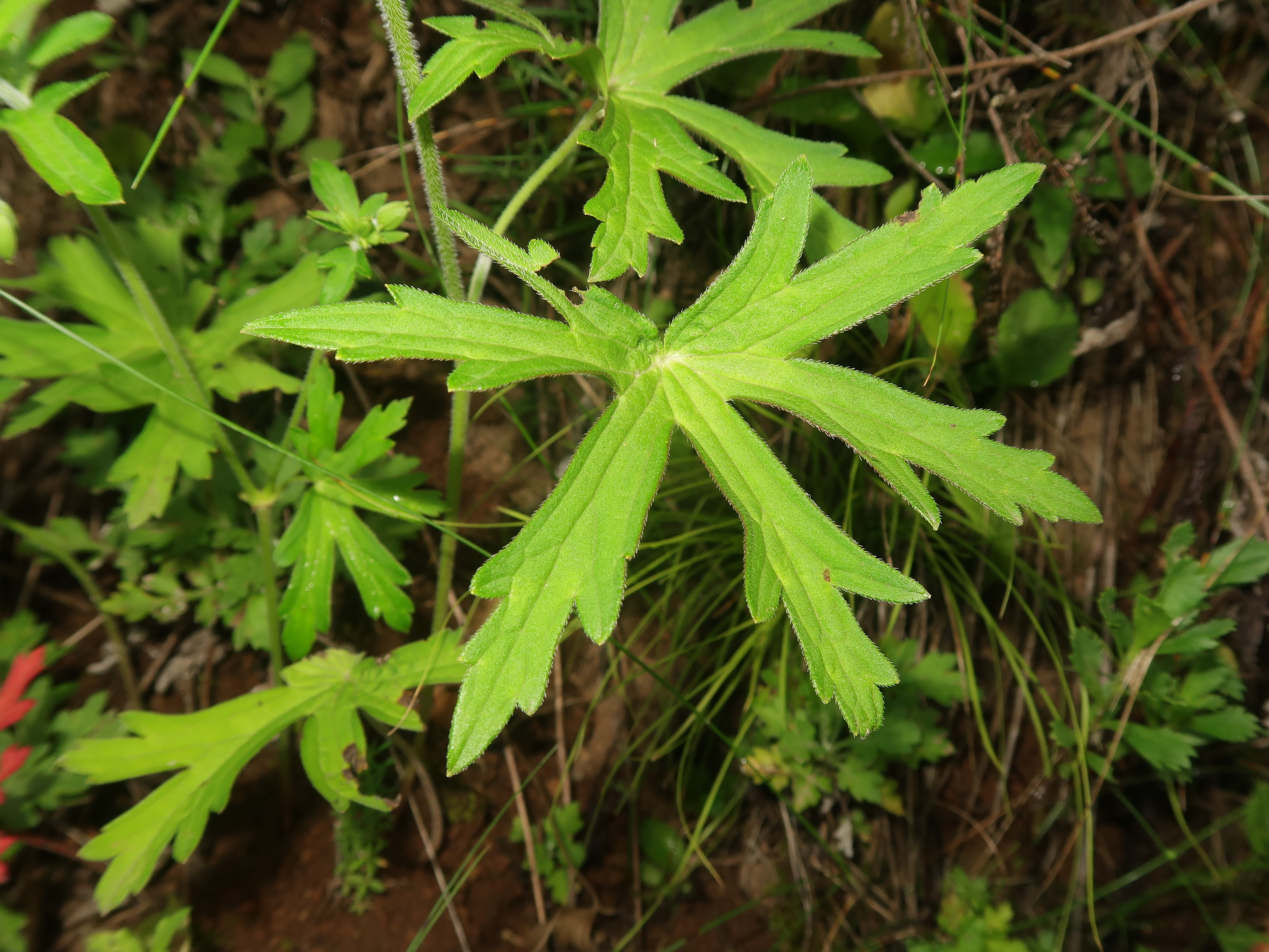
茎葉の葉身は腎形から円形で、掌状に5-7中裂または深裂し、さらに1-2回3出状に細かく切れ込み、先端はとがる。
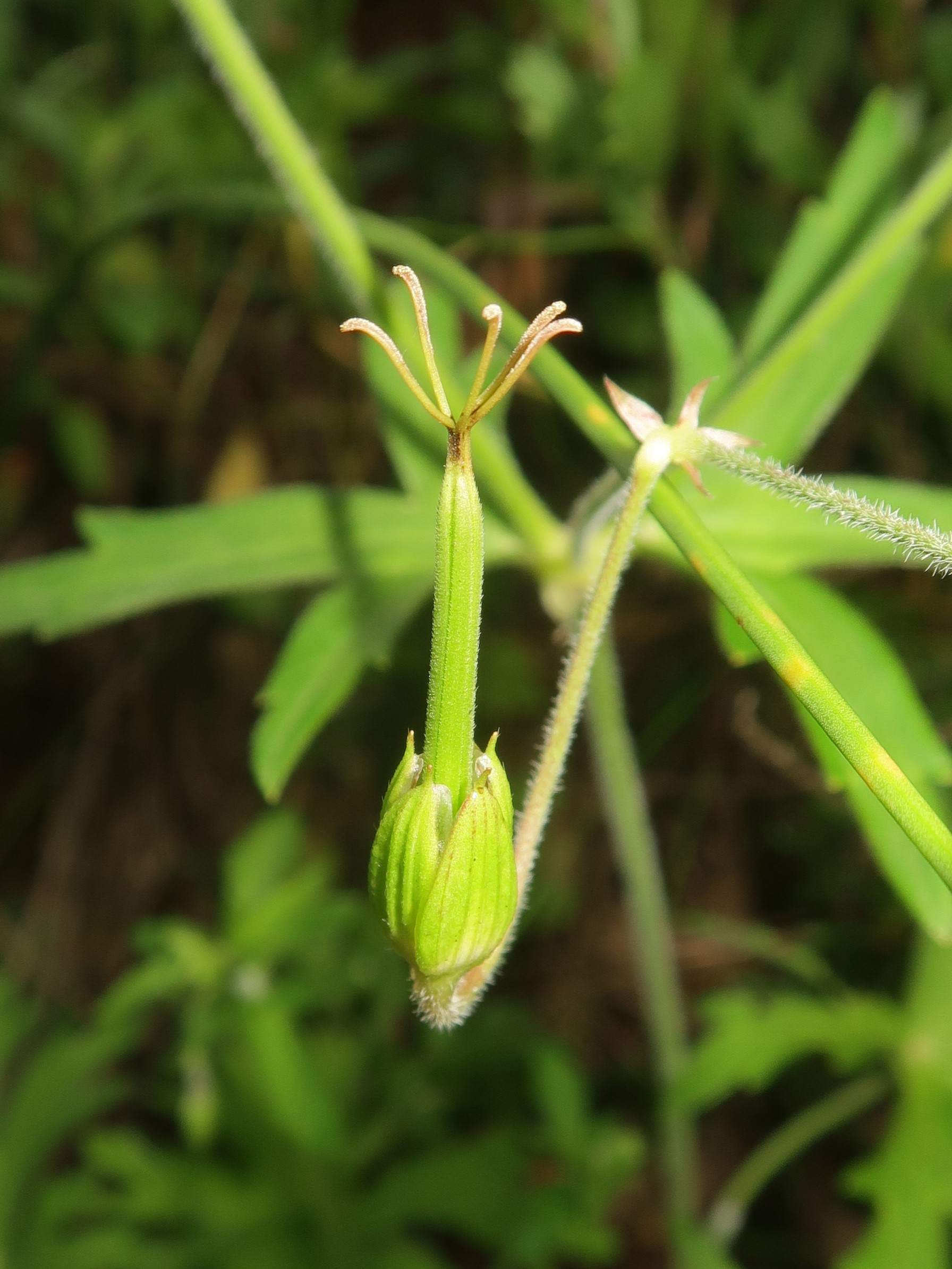
花が終わると花柄はやや下向きに下がり、細長い蒴果を上向きにつけ、細毛が生える。

## 下位分類
- フシゲタチフウロ Geranium krameria Franch. et Sav. f. adpressipilosum (H.Hara) H.Hara (1955)[12] - タチフウロの品種で、茎、葉柄、花序柄、花柄に下向きの倒れ伏した毛が生えるもの[6][13]。タイプ標本の採集地は長野県軽井沢町[12]。品種名 adpressipilosum は、「圧着した長軟毛のある」の意味[14]。